# Више од меда
Више од меда (енгл. More than Honey) је швајцарски документарни филм који је режирао Маркус Имхоф, 2012. године. Филм се бави масовиним умирањем пчела, којим је према неким подацима погођено око 40% до 50% пчела широм света, у неким земљама тај број достиже и 70%. Будући да око 1/3 све хране коју човек једе не би било без пчелињег опрашивања, ако се нестајање пчела настави, то би могло да доведе до катастрофалних последица по човека. Филм је сниман у Швајцарској, Калифорнији, Кини и Аустралији.

## Радња
Радња филма почиње у Швајцарској где се приказије старац који се још увек бави традиционалним пчеларством, са традиционалним врстама пчела карактеристичним за Алпе. Након тога се приказује индустријско пчеларство у Калифорнији, са огромним бројем кошница где пчелар има јако мало контакта са пчелама. Затим се приказују масовна умирања пчелињих друштава, којима су подједнако погођени они који се баве индустријским и традиционалним пчеларством, као и болести, паразити и пестициди који су одговорни за болести пчела. Приказују се неке области у Кини које су утицајем човека у потпуности остале без пчела, тако да се тамо опрашивање воћа врши ручно. Након тога се говори о африканизованим пчелама, које носе надимак "пчеле убице", као и масовној хистерији у САД, након њиховог појављивања. Приказују се пчелари који се баве узгојем африканизованих пчела (пчела убица), које су отпорније на болести и дају више меда од обичних пчела, али су такође и агресивније. Такође је и њима теже манипулисати од осталих пчела, тако да неки узгајивачи ових пчела сматрају да су африканизоване пчеле само корак даље у еволуцији.

## Теорије изнете у филму
У филму се приказује плес пчела, за који се сматра да је начин на који пчеле дају информације односно неку врсту координата о месту о коме говоре, било да се ради о новом месту за ројење или о месту где се налази полен.
Такође у филму се појављује и теорија немачког неуробиолога Рандолфа Мензела, према којој је кошница један супер организам, у коме се свака пчела понаша као једна ћелија, тако да једна просечна кошница има 50.000 пчела које заједно имају 500 милијарди нервних ћелија, примера ради мозак човека има у просеку 100 милијарди нервних ћелија.

## Награде
- Баварска филмска награда за најбољи документарац;[6]
- Немачка филмска награда на најбољи документарац;[6]
- Швајцарска филмска награда за најбољи документарац;[6]
- Швајцарска филмска награда за најбољу филмску музику;[6]
- Награда међународног бечког фестивала, за најбољи дизајн звука.[6]